# Palazzo Wedekind

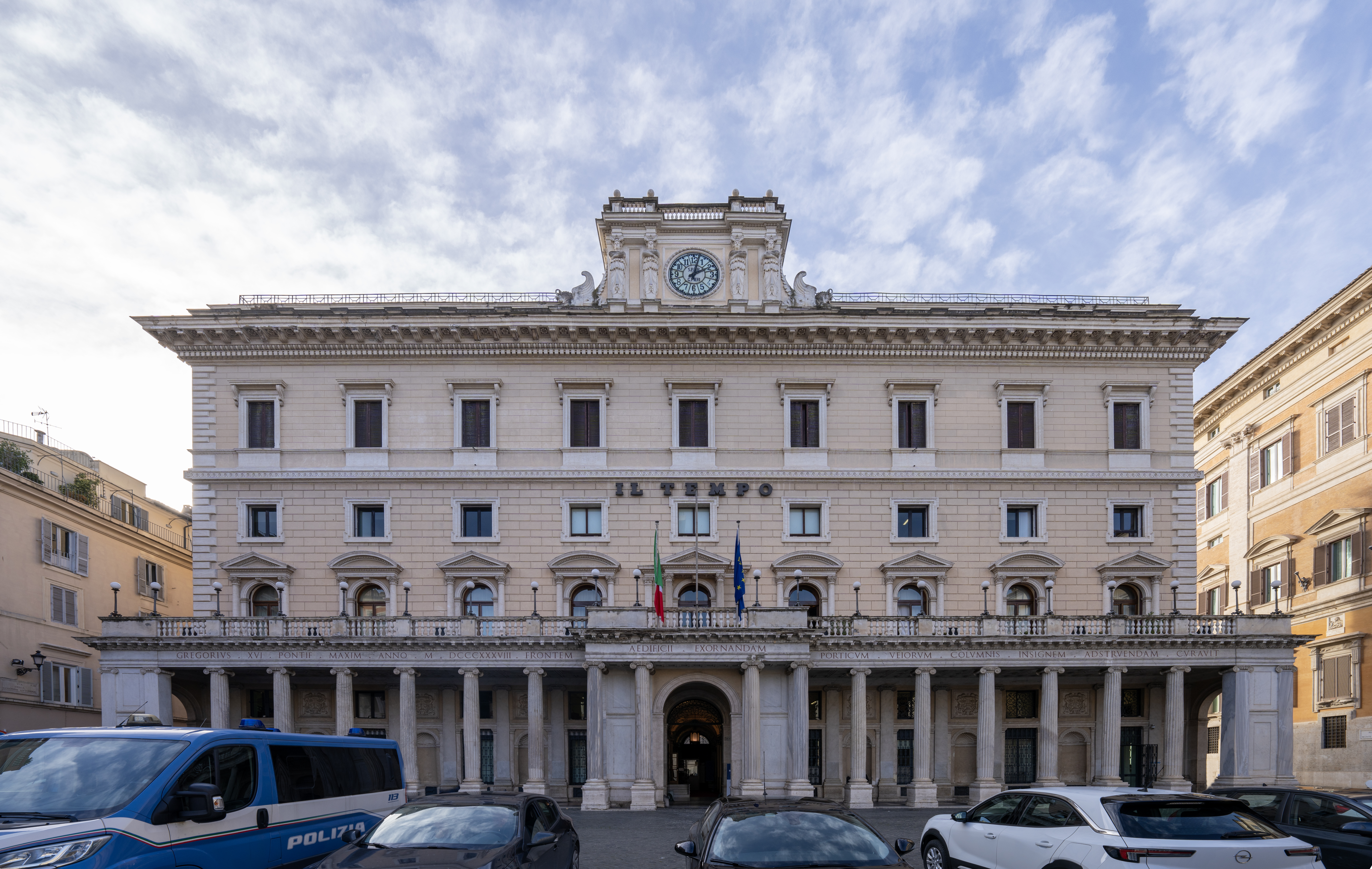
Palazzo Wedekind.

Palazzo Wedekind é um palácio na Piazza Colonna em Roma, Itália, perto de Santi Bartolomeo e Alessandro dei Bergamaschi. É notável por ser os escritórios históricos do jornal diário "Il Tempo".

## História

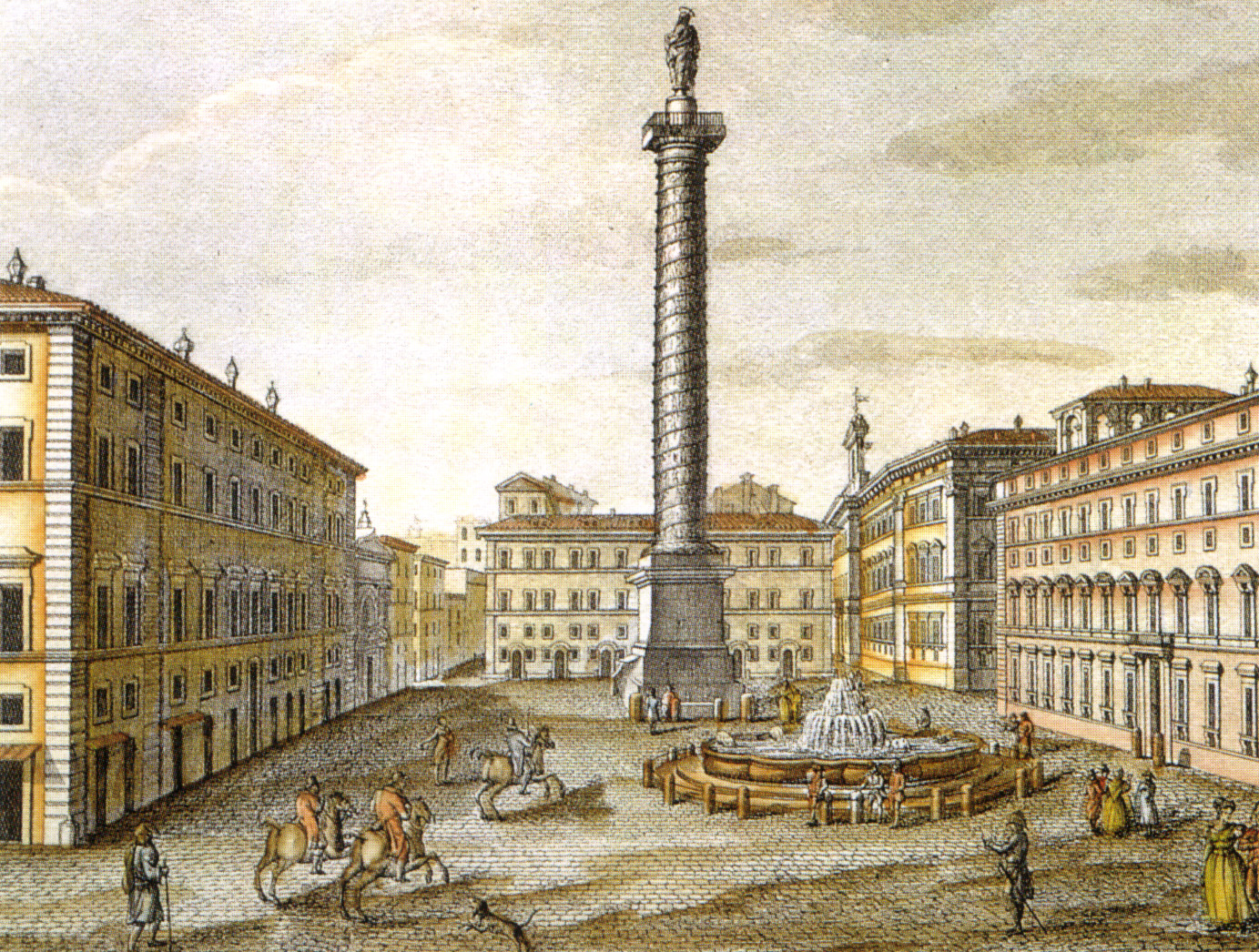
Nesta imagem, o antigo Palazzo del Vicegerente imediatamente atrás da Coluna de Marco Aurélio na Piazza Colonna. À esquerda, o Palazzo Ferrajoli e à direita, o Palazzo Chigi e o Palazzo Montecitorio.

O edifício fica num local ocupado antigamente pelo Templo de Marco Aurélio. Os edifícios medievais no local foram demolidas para construir uma estrutura erigida pela família Ludovisi (1659) que se transformou depois no prédio de escritórios do vice-gerente do Vicariato de Roma, motivo pelo qual ficou conhecido como Palazzo del Vicegerente. Para abrigar o diretor-geral do serviço postal dos Estados Papais, movido para lá em 1814, o palácio foi completamente reconstruído pelo papa Gregório XVI com base num projeto de Giuseppe Valadier levado a cabo por Pietro Camporese, o Jovem. Por insistência de Valadier, Camporese acrescentou um pórtico construído com doze elegantes colunas romanas vinda de Veios, suplementadas por dois pares de colunas flanqueando a porta principal, recuperadas da basílica de San Paolo fuori le Mura, destruída num incêndio em 1823.
Em 1852, foi comprado pelo rico banqueiro Karl Wedekind, que reconstruiu os ambientes interiores com base me planos de G.B. Giovenale. A partir da unificação da Itália (1871), o palácio passou a abrigar o Ministério da Educação do Reino da Itália. Por um breve período, de setembro de 1943 até a liberação de Roma, o palácio foi a base oficial dos fascisti romani.